# Zemaitis Guitars
Zemaitis Guitars ist eine Handelsmarke im Besitz der japanischen Kanda Shokai Corporation. Hauptprodukt sind in Tokio in Lizenz gefertigte Gitarren, die auf den Modellen des britischen Gitarrenbauers Tony Zemaitis beruhen. Hervorstechendes Designmerkmal der Zemaitis-E-Gitarren sind markante Metall- oder Perlmutplatten auf der Vorderseite des Korpus.

## Geschichte

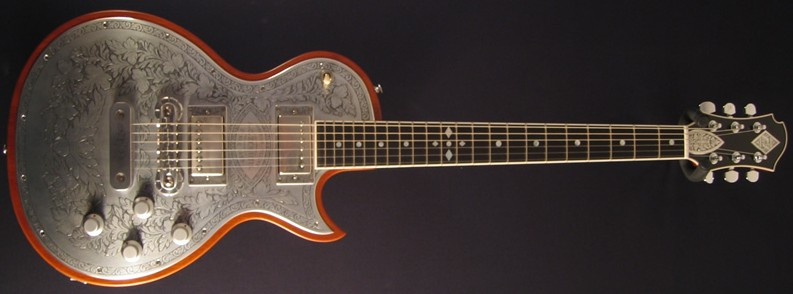
Zemaitis Metal Top

Der litauischstämmige Antanus Kasimir Zemaitis, genannt Tony Z, machte seit 1951 eine fünfjährige Schreinerlehre in London. Nebenher begann er damit, akustische Gitarren zu reparieren und selber zu bauen. Die Instrumente verkaufte er an Freunde zu einem niedrigen Preis. Nach dem Wehrdienst verfeinerte Zemaitis seine Herstellungsmethoden und machte sein Hobby 1965 zum Hauptberuf. Die Instrumente, vor allem die damals schwer zu bekommenden zwölfsaitigen Western-Gitarren, wurden in der Blues- und Folkszene Londons beliebt. Einige der angefertigten Modelle wurden von namhaften Musikern erworben (Jimi Hendrix, Eric Clapton und andere).
Später begann Tony Zemaitis damit, auch elektrische Gitarrenmodelle zu entwickeln. Die Inspiration für sein neuartiges Design beruhte auf dem Studium der Fender-Gitarren, die Zemaitis zufolge einige Schwachstellen bezüglich der Position der Tonabnehmer zu den Saiten hatten. Das Prinzip der Transistorradios, bei denen die einzelnen Komponenten auf Metallchassis befestigt waren, führte zur Einführung der Metallplatten auf der Korpus-Vorderseite – dadurch konnten Rückkopplungen und charakteristisches Brummen im Vergleich zu den damals üblichen Instrumenten verringert werden. Erster Abnehmer einer Gitarre mit Decke aus Metall war Ende der 1960er-Jahre Tony McPhee. Ab Modell Nr. 2 wurden die Gitarren mit kunstvollen Verzierungen des Waffengraveurs Danny O’Brien ausgeliefert. Der weltweite Erfolg der Gruppe Faces – sowohl Gitarrist Ron Wood als auch Bassist Ronnie Lane verwendeten die damals aufsehenerregenden Instrumente – brachte auch den Durchbruch für Tony Zemaitis. Er konnte sich nunmehr seine Kunden aussuchen und fertigte in den folgenden Jahrzehnten weiterhin individuell gestaltete Einzelstücke für die Superstars der Rockmusik beiderseits des Atlantiks. Auf dem Gebrauchtmarkt erzielen diese Originalinstrumente Rekordpreise. Zu den späteren Variationen gehören die Gitarren mit Perlmutt-Decke und ein ausbaufähiges Modell für Anfänger. Um den spezifischen Klang und die hohe Qualität von Komponenten und Verarbeitung zu gewährleisten, hat Zemaitis eine Serienproduktion stets abgelehnt.
Seit dem Tod von Tony 2002 werden lizenzierte Zemaitis-Modelle nunmehr in Japan hergestellt. Gitarrenbauer auf der ganzen Welt haben Teile seiner Designs für ihre eigenen Produkte übernommen.

## Bekannte Gitarren von Tony Zemaitis (Auswahl)

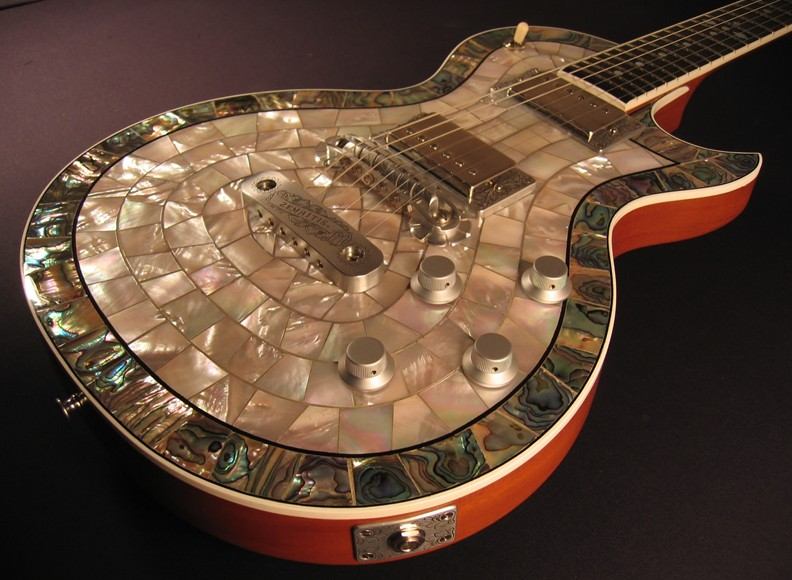
Zemaitis Pearl Front

- 1960 Zwölfsaitige Akustikgitarre (Jimi Hendrix)
- 196? Akustikgitarre Blue Moon (Donovan)
- 1967 Zwölfsaitige Akustikgitarre „Iwan der Schreckliche“ (Eric Clapton)
- 1971 Metal Front Nr. 1 bis Nr. 3 (Tony McPhee, Marc Bolan, Ron Wood)
- 1975 Red Maple Top (Keith Richards)
- 1977 Mother of Pearl
- 1985 Acoustic Heart Hole (George Harrison)

(Quelle:)

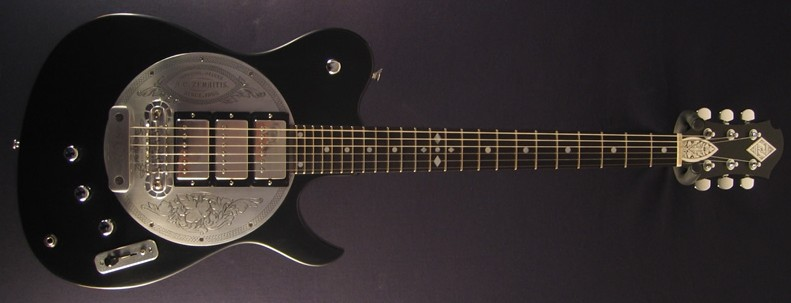
Zemaitis Ron Wood Disc

Weitere bekannte Musiker, die Zemaitis-Gitarren verwendeten sind: Greg Lake, Mary Hopkin, Joe Walsh, James Honeyman-Scott, Richie Sambora, Gary Grainger, Dave Sharp, James Hetfield, Rich Robinson, Geddy Lee, Mike Oldfield, Jim Cregan.